# Bo Johnson (musiker)
Bo Claes Khai Johnson, född 7 september 1981 i Høje-Tåstrup, Danmark, är en svensk låtskrivare, kompositör, sångare och musikproducent. 2017 var Johnson med på en 1:a plats på Billboard med sin officiella remix av låten "Older" för Lodato och Joseph Duveen.

## Diskografi
- 2015 "Hand in Hand" (med David Nevue)
- 2017 "When Dragons Cry"
- 2018 "I'm Moving On" (med Laura Cavacece)
- 2018 "BOOF!" (med Stico)
- 2018 "Fields of Gold" (med Emma Persson)
- 2018 "Run for Life" (med Solo)
- 2019 "What If" (med Aubry)